# Al Capone
Alphonse Gabriel (Al) Capone (New York, 17 januari 1899 – Miami Beach (Florida), 25 januari 1947) was een beruchte Amerikaanse gangster in de jaren 20 en 30 van de 20e eeuw.
Hij werd geboren in het New Yorkse stadsdeel Brooklyn en verhuisde later naar Chicago. Tijdens de periode van de drooglegging beheerste Al Capone in Chicago het merendeel van de misdadige activiteiten zoals het uitbaten van casino's, het organiseren van prostitutie en illegale handel in alcohol. Hoewel de politie van zijn misdaden op de hoogte was, kon Capone lange tijd ongestraft zijn activiteiten voortzetten. Uiteindelijk werd hij toch gearresteerd, beschuldigd van en veroordeeld voor belastingontduiking. "Scarface" moest zijn straf uitzitten in de gevangenis op het eiland Alcatraz.
Eind 1939 werd hij vervroegd vrijgelaten vanwege zijn slechte gezondheid. Hij stierf uiteindelijk ruim zeven jaar later aan een hartstilstand, ten gevolge van een beroerte. Capone was toen net 48 jaar geworden.

## Jeugd
Alphonse (Al) Gabriel Capone was de zoon van de Italianen Gabriele Capone (1865-1920) en diens vrouw Teresina "T(h)eresa" Raiola (1867-1952). Gabriele was een kapper uit Castellammare di Stabia (bij Napels). Teresina was naaister en de dochter van Angelo Raiola. De Capones emigreerden in 1894 naar de Verenigde Staten.
Het paar had naast Alphonse nog zes zonen en twee dochters:
- Vincenzo Capone (1892-1952) - Hij heette James (Jimmy) Capone nadat hij de Verenigde Staten betrad. Hij verliet de familie in 1908 om bij het circus te gaan. Hij was luitenant in de Eerste Wereldoorlog. Kort na zijn vertrek veranderde hij zijn naam in Richard Joseph Hart. Later werd hij Marshal in Homer, Nebraska. Hij werd oneervol ontslagen wegens diefstallen en twee keer aangeklaagd wegens moord.[2]
- Raffaele Capone (1894-1974) - Werd Ralph genoemd nadat hij in de Verenigde Staten kwam. Later ging hij samenwerken met zijn jongere broer Al in Chicago.
- Salvatore Capone (1895-1924) - Werd Frank genoemd.
- Ermino Capone (1903-1985) - Werd John (en door vrienden Mimi) genoemd. Zat enkele gevangenisstraffen uit voor verschillende streken. Later veranderde hij zijn familienaam in Martin.
- Umberto Capone (1906-1980) - Werd Albert genoemd. Hij werkte bij de Cicero Tribune onder leiding van zijn oudere broer Al. In 1942 veranderde hij zijn familienaam in Raiola.
- Amedeo Capone (1908-1967) - Werd Matthew genoemd. Hij was herbergier.
- Rose Capone (1914-2000)
- Mafalda Capone (1912-1988)

Als tiener behoorde Capone tot twee criminele bendes: The Brooklyn Rippers en The Forty Thieves Juniors.
Capone stopte met school op zijn 14e nadat hij een lerares had geslagen. Na bij kleine bendes gezeten te hebben begon hij bij de beruchte Five Points Gang geleid door Paul Kelly. In die tijd werkte hij als barman en uitsmijter bij Frankie Yales zaak Harvard Inn. Daar kreeg Capone zijn littekens nadat hij door Frank Gallucio met een mes was aangevallen. Gallucio deed dit omdat Capone aan het flirten was met zijn zus. Die littekens bezorgden hem de bijnaam "Scarface", een naam die hij haatte en men deed er verstandig aan deze niet in zijn bijzijn te gebruiken. Hij maakte er ook een gewoonte van om de persfotografen zijn 'goede kant' toe te draaien. De enige bijnaam die hij pikte was "Snorky", wat 'goed gekleed' betekende in de jaren 20.
In 1918 werd zijn zoon Sonny Francis Capone geboren en aan het eind van dat jaar trouwde hij met de moeder, Mae Coughlin. Het paar woonde in Brooklyn, New York. In 1919 woonde hij in Amityville, Long Island dicht bij "Rum-Row". Capone werkte nog steeds voor Frankie Yale en werd ervan verdacht twee moorden te hebben gepleegd.
Later in 1919 stuurde Yale Capone naar Chicago, nadat hij in gevecht was gekomen met een rivaal. Yales bedoeling was Capone te doen kalmeren.

## Carrière
De Capones verhuisden naar een klein huisje op 7244 South Prairie Avenue in Chicago, dat Capones eerste hoofdkwartier zou zijn. Al begon te werken voor Johnny Torrio's bende, maar Torrio merkte dat Capone talent had en in 1922 werd hij Torrio's rechterhand. Hij kreeg de verantwoordelijkheid voor het gokken, de alcohol, prostitutie en afpersing in Chicago. Capone had de gewoonte om prostituees eerst zelf te "testen" voordat zij in een van de clubs mochten werken. Die gewoonte kwam hem duur te staan: hij liep de geslachtsziekte syfilis op, die toen nog vrijwel ongeneeslijk was.
Een paar jaar later pleegden Torrio's rivalen een aanslag op diens leven. Gewond trok Torrio zich terug naar Italië en gaf de zaak door aan Capone. Hij werd berucht tijdens de drooglegging vanwege zijn macht over de onderwereld en zijn rivaliteit met (Ierse) gangsters als George "Bugs" Moran. Capone had geen Siciliaanse voorouders, in tegenstelling tot de meeste andere gangsters van Italiaanse afkomst. Hij steunde binnen de Siciliaanse wijk de lokale maffiabaas Antonio Lombardo.
Door het geld dat hij bij elkaar harkte (naar schatting 100 miljoen dollar per jaar) was hij immuun voor vervolging: hij kon getuigen intimideren en stadsbestuurders, zoals burgemeester William "Big Bill" Hale Thompsone omkopen.
Capone deed veel aan liefdadigheid en was bij de gewone man in Chicago erg populair. Hij zorgde tijdens de Grote Depressie voor gaarkeukens, waar de werklozen van Chicago dagelijks terechtkonden. Vanuit zijn hoofdkwartier, het zwaar bewaakte Lexington Hotel in Chicago, bezocht hij graag sportwedstrijden en opera's. Capone stond er om bekend nog meer verblijfplaatsen te hebben zoals French Lick in Indiana, Hot Springs in Arkansas en Johnson City in Tennessee. In 1928 kocht Capone een villa op Palm Island (Miami Beach) in Florida. Kort na deze aankoop organiseerde hij de zeven opvallendste moorden uit de onderwereld: het zogenoemde Valentijnsdagbloedbad van 1929. Ook al zijn de details niet bekend en is er niemand veroordeeld voor de moorden, toch worden ze toegeschreven aan Capone en zijn mannen. Vooral Jack "Machine Gun" McGurn wordt ervan verdacht de operatie te hebben geleid. Door dit bloedbad probeerde Capone zijn rivaal "Bugs" Moran, die de acties in Noord-Chicago leidde, uit te schakelen. Moran was echter te laat en ontsnapte zo aan de dood. Tijdens de moorden had Capone gezorgd voor een ijzersterk alibi: hij verbleef op dat moment in Florida.
Tijdens de jaren 20 werd vaak geprobeerd om Capone te vermoorden. Dat mislukte echter altijd doordat Capone in gepantserde auto's rondreed, steeds lijfwachten bij zich had en bovendien voortdurend kon vertrouwen op een leger van informanten. Ook was nooit precies bekend waar Capone op een bepaald moment verbleef. Hij kon zomaar met zijn gezelschap enkele weken de stad uit zijn naar een van zijn huizen in andere staten.

## De val van Capone

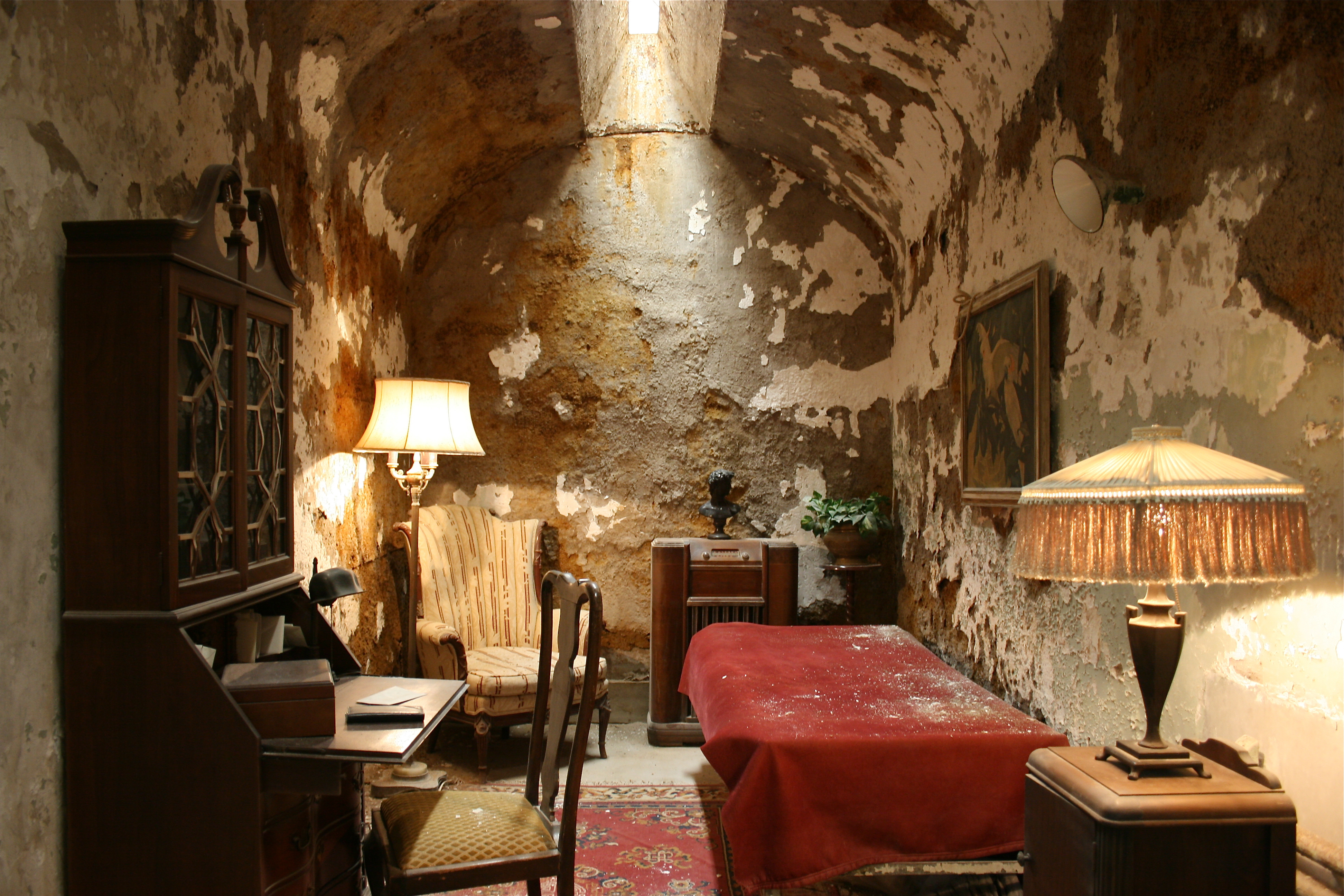
De cel van Capone in de Eastern State Penitentiary

In 1929 zette de nieuw aangetreden regering van Herbert Hoover een tweesporenbeleid op. Ten eerste werd er een grootschalig project opgezet met als doel de aanvoerlijnen van Capone stil te leggen. Eliot Ness vormde vanuit de door en door corrupte politie van Chicago een klein betrouwbaar team dat de bijnaam The Untouchables (De Onomkoopbaren) kreeg. Ness bracht Capone wel slagen toe maar probeerde tevergeefs hem achter de tralies te krijgen.
Het tweede spoor was de fiscale wetgeving. Frank Wilson, lid van de geheime dienst, was degene die het onderzoek op touw zette naar belastingfraude van Capone. De rechtszaak diende in 1931. Aanvankelijk pleitte Capone schuldig als onderdeel van een schikking met de aanklager, in de hoop er gemakkelijk vanaf te komen. De rechter weigerde de gunstige schikking echter te aanvaarden en ook omkoping van de jury liep mis. Op het laatste moment werden in het gerechtsgebouw de jury's verwisseld en werd Capone schuldig bevonden aan 5 van de 23 aanklachten en veroordeeld tot elf jaar celstraf in een federale gevangenis.
Capone werd eerst in 1932 naar de Atlanta-gevangenis gestuurd. Daarvandaan kon hij echter nog steeds zijn organisatie besturen, en daarom werd hij in 1934 overgeplaatst naar Alcatraz. Hier werd hij streng bewaakt en mocht hij geen contact hebben met de buitenwereld. Na de veroordeling begon het netwerk van Capone te verdwijnen. In Alcatraz probeerde Capone met zijn eigenwijsheid bewakers om te kopen en werd hij naar een isoleercel gestuurd. Ook zijn mentale stabiliteit begon af te nemen. Hij was in Alcatraz door zijn arrogante gedrag niet populair. Na enkele aanvallen door andere gevangenen zorgde zijn organisatie voor bescherming. Capone kreeg enkele (betaalde) medegedetineerden als lijfwacht. Zijn gedrag kwam vooral door zijn syfilis. De uitgezaaide geslachtsziekte tastte zijn hersenen aan.

## Capones dood

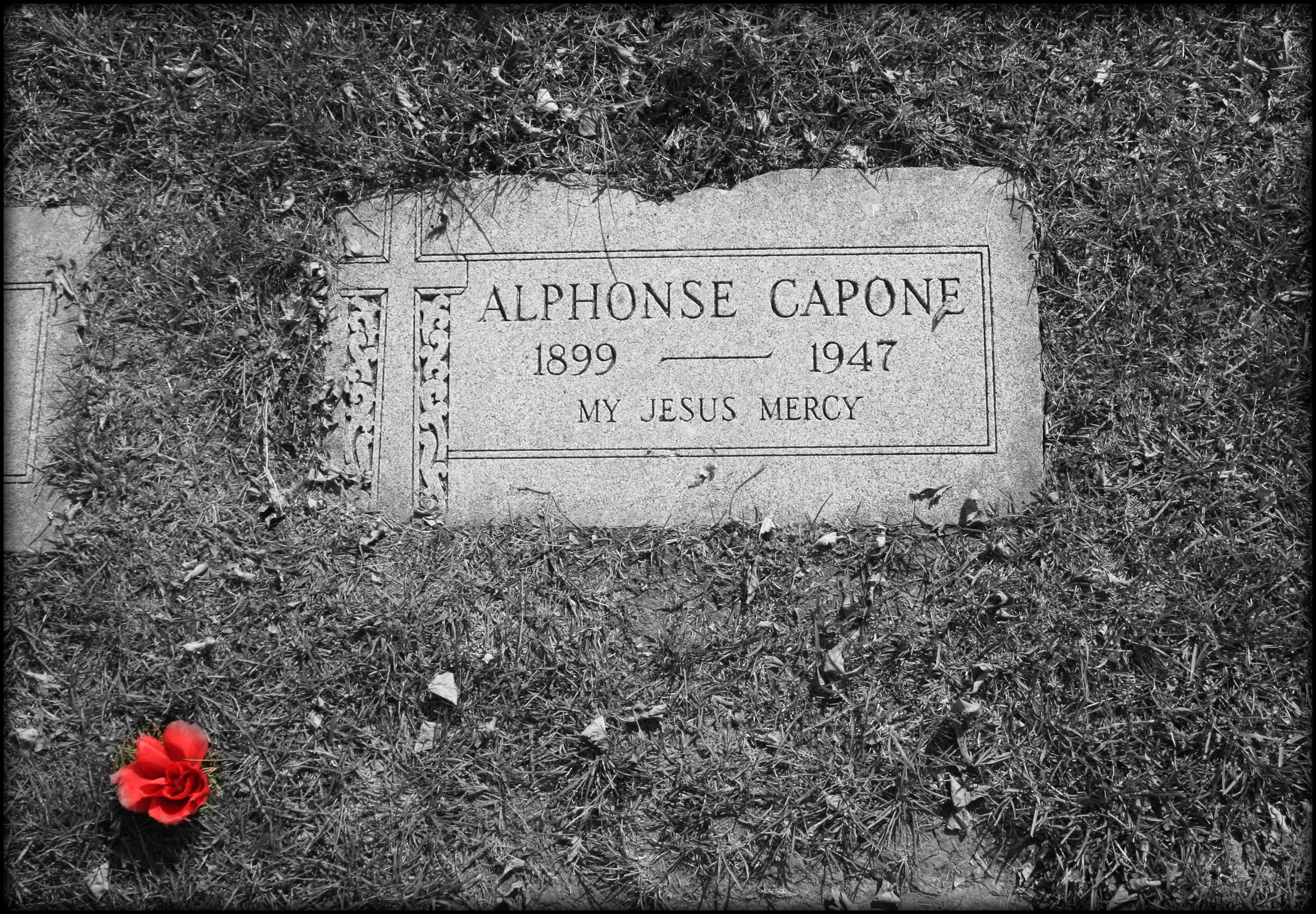
Al Capones graf

Midden jaren 30 begon Capone tekenen van dementie te vertonen, waarschijnlijk door de ongeneeslijke syfilis, die hij als jongeman had opgelopen. Medegevangenen mishandelden hem. Het laatste jaar van zijn straf zat hij uit in de gevangeniskliniek en hij werd eind 1939 vrijgelaten. Nadat hij een jaar lang behandeld was in een ziekenhuis in Baltimore trok hij zich terug in zijn huis in Florida. Hier woonde hij de laatste zeven jaar van zijn leven als een gebroken man. Hij bestuurde de maffia niet meer. Op 21 januari 1947 kreeg hij een beroerte en vier dagen later overleed hij aan een hartstilstand. Hij werd naast zijn vader en broer begraven op de begraafplaats Mount Olivet in Zuid-Chicago. In 1950 werden ze alle drie verplaatst naar de begraafplaats Mount Carmelin Hillside, ten westen van Chicago.

## Trivia
- Capone komt als personage voor in het stripboek Kuifje in Amerika.
- Een kluis die aan Capone had toebehoord werd live op televisie geopend tijdens The Mystery of Al Capone's Vaults. De kluis bleek goeddeels leeg.